# Gymnosoma acrosterni
Gymnosoma acrosterni är en tvåvingeart som beskrevs av Kugler 1971. Gymnosoma acrosterni ingår i släktet Gymnosoma och familjen parasitflugor.
Artens utbredningsområde är Israel. Inga underarter finns listade i Catalogue of Life.